# Pravoslavlevia parva
Pravoslavlevia parva è un terapside estinto, appartenente ai gorgonopsidi. Visse nel Permiano superiore (circa 259 - 254 milioni di anni fa) e i suoi resti fossili sono stati ritrovati in Russia.

## Descrizione
Questo animale doveva essere un terapside carnivoro di medie dimensioni: il solo cranio poteva superare i 20 centimetri di lunghezza, e si suppone che l'animale intero potesse raggiungere il metro e mezzo. Pravoslavlevia era molto simile al ben più grande Inostrancevia, e come quest'ultimo possedeva lunghi canini superiori a forma di zanne, denti anteriori incisiviformi e denti postcanini di piccole dimensioni. Al contrario di Inostrancevia, Pravoslavlevia possedeva la parte preorbitale del cranio piuttosto corta, la regione intertemporale più larga e cinque incisivi (e non quattro come in Inostrancevia). Il canino, inoltre, era privo della dentellatura lungo il margine anteriore, e la sinfisi mandibolare era meno alta. Vi era infine la presenza di un rigonfiamento sulle ossa del palato, accanto alla linea mediana e dietro alle coane. 

## Classificazione
I fossili di questo animale, scoperti nella zona di Kotlas, nei pressi del fiume Dvina in Russia, vennero inizialmente considerati come un esemplare giovane del genere Inostrancevia e classificati come una nuova specie di questo genere (Inostrancevia parva) da Pravoslavlev nel 1926. Solo nel 1953 Vjushkov riconobbe sufficienti differenze in questa specie, e ritenne che lo stato delle suture delle ossa craniche indicavano che l'esemplare fosse un adulto: istituì quindi il genere Pravoslavlevia. 
Pravoslavlevia è considerato un membro piuttosto derivato dei gorgonopsidi, affine al grande Inostrancevia. Probabilmente questi due generi rappresentano il culmine evolutivo di un clade di gorgonopsi i cui fossili sono stati ritrovati in Russia.